# Benfeld
Benfeld is een gemeente in het Franse departement Bas-Rhin (regio Grand Est). De gemeente maakt deel uit van het arrondissement Sélestat-Erstein. Benfeld telde op 1 januari 2022 5.922 inwoners.

## Geschiedenis
Tot 1 januari 2015 was Benfeld de hoofdplaats van het kanton Benfeld. Bij de kantonale herindeling werd het kanton opgeheven en de gemeenten van dat kanton gingen op in het kanton Erstein.

## Geografie
De oppervlakte van Benfeld bedroeg op 1 januari 2022 7,79 vierkante kilometer; de bevolkingsdichtheid was toen 760,2 inwoners per km². 

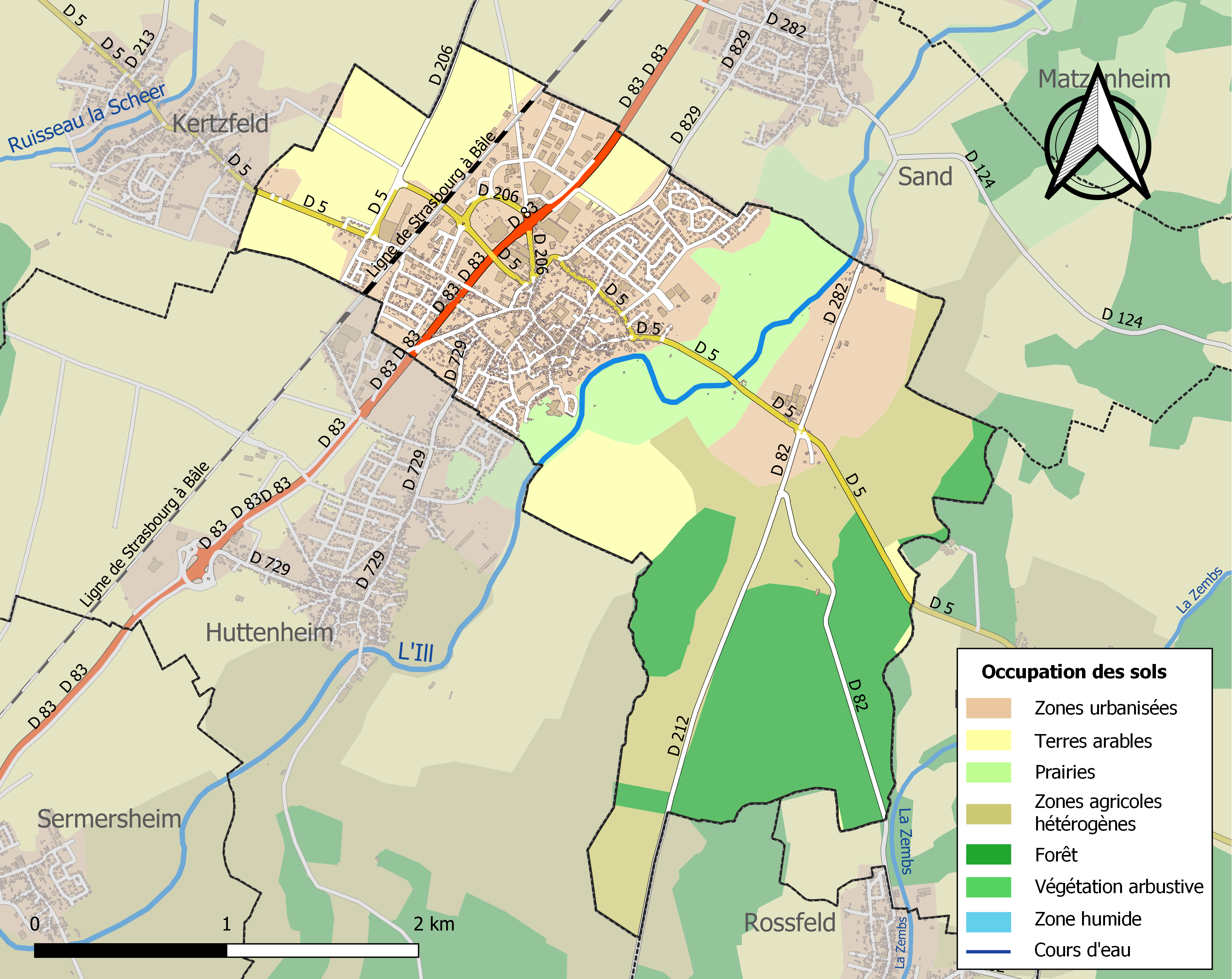
Kaart van de gemeente met de belangrijkste infrastructuur, bodemgebruik en omliggende gemeenten

## Demografie
Onderstaande figuur toont het verloop van het inwonertal (bron: INSEE-tellingen).

## Verkeer en vervoer
In de gemeente staat het spoorwegstation  Benfeld.